# Jichák Rabin
Jichák Rabin (héber:יצחק רבין; IPA: [jitsˈχak ʁaˈbin] ( kiejtés)) (Jeruzsálem, 1922. március 1. – Tel-Aviv, 1995. november 4.) izraeli politikus, államférfi és stratéga. Ő volt Izrael ötödik miniszterelnöke, két ciklusban: 1974-től 1977-ig és 1992-től 1995-ben bekövetkezett meggyilkolásáig.
Rabin egy munkáscionista eszmék által áthatott családban nőtt fel. Iskolai évei alatt mezőgazdasági tanulmányokat folytatott és kiváló tanulóként szerepelt.
27 éven át katonai pályán mozgott. Tizenévesen csatlakozott a Pálmáh (a Hágáná soraiból alakult rohamosztagok – a Plugót Máhác rövidítéséből) Jisuv kommandójának kötelékéhez. A ranglétrán való felemelkedése végeztével ennek műveleti vezetője lett az izraeli függetlenségi háború alatt. 1948 végén csatlakozott az újonnan alakult Izraeli Védelmi Erőkhöz (másként Izraeli Véderő, továbbiakban angol rövidítéssel IDF) és ígéretes tisztviselőként ívelt felfelé a pályája. Az 1950-es évek elején részt vett az IDF kiképzési alapelveinek kialakításában, majd 1959-től 1963-ig az IDF Hadműveleti Igazgatóságának vezetője lett. 1964-ben vezérkari főnökké nevezték ki és felügyelője lett az 1967-ben Izrael győzelmével végződő hatnapos háborúnak.
1968 és 1973 között, az USA és Izrael közötti kötelékek elmélyítésének időszakában, Izrael nagyköveteként szolgált az Amerikai Egyesült Államokban.
1974-ben Golda Meir leköszönése után Izrael kinevezett miniszterelnöke lett. Első hivatali ideje alatt aláírta a Sínai ideiglenes megállapodást és levezényelte az entebbei rajtaütést. 1977-ben egy pénzügyi botrány nyomán lemondott. Rabin Izrael védelmi minisztere volt az 1980-as évek jelentős részében, beleértve az első Intifáda kitörésének idejét is.
1992-ben Rabint miniszterelnökként választották újra egy izraeli–palesztin békefolyamatot is felölelő programmal. Számos történelmi jelentőségű megállapodást írt alá a palesztin vezetéssel az oslói egyezmény részeként. 1994-ben Rabin a hosszú ideje politikai ellenfelének számító Simón Peresz-szel és a palesztin vezetővel, Jasszer Arafattal közösen nyerte el a Nobel-békedíjat. Rabin 1994-ben Jordániával is aláírt egy békeszerződést. 1995 novemberében az izraeli jobboldali radikális Jigál Amir gyilkolta meg, aki szembehelyezkedett a békefolyamatokkal.
Rabin volt Izrael első Izraelben született (szabra) miniszterelnöke, az egyetlen, akit meggyilkoltak, és a második Lévi Eskól után, aki hivatali ideje alatt hunyt el. Rabin az izraeli-palesztin békefolyamatok szimbólumává vált.

## Életrajza

### Családi háttér
Rabin 1922. március elsején született Jeruzsálemben a Shaare Zedek Egészségügyi Központban, Palesztin Mandátumterületen, Nehemiah (1886 – 1971. december 1.) és Róza (született Kohen; 1890 – 1937. november 12.), a "Harmadik Alíja" – a zsidó migráció harmadik hulláma Európából Palesztinába – két bevándorlójának gyermekeként. Nehemiah Rubitzov Ukrajnában, az Ivankivhoz közeli Szidorovicsi nevű faluban született. Apját, Menachemet még kisfiú korában elvesztette, ezért már korai éveiben a család támogatójaként kellett dolgoznia. 18 évesen az Egyesült Államokba vándorolt, ahol csatlakozott a Poale Zion párthoz és családnevét Rabinra változtatta. 1917-ben Nehemiah a Zsidó Légió egyik önkéntes csapatával a Palesztin Mandátumterületre ment.
Jichák édesanyja, Róza Kohen, 1890-ben született Mahiljovban, Belorussziában. Édesapja rabbiként szemben állt a cionista mozgalommal és Rózát keresztény leánynevelő intézetbe küldte Homelbe, ahol széles körű általános nevelést kapott. Róza igen korán aktívan érdeklődni kezdett politikai és szociális kérdések iránt. 1919-ben a Ruszlán gőzhajó fedélzetén a régióba utazott. Miután egy kibucban dolgozott a Kineret-tó partján, továbbutazott Jeruzsálembe.
Rabin szülei Jeruzsálemben találkoztak az 1920-as Nebi Musa-i felkelés alatt. 1923-ban Tel-Avivba, a Jaffához közeli Chlenov utcába költöztek. Nehemiah dolgozni kezdett a Palesztinai Villamossági Műveknél (Palestine Electric Corporation), Róza pedig könyvelő és helyi aktivista volt, később pedig tagja lett a Tel-Aviv Város Tanácsának. 1931-ben a család ismét elköltözött a tel-avivi Hamagid utcába, egy kétszobás apartmanba.

### Korai évei és iskolái
Rabin Tel-Avivban nőtt fel, ahova családja egyéves korában költözött. 1928-ban beíratták a Tel Aviv Beit Hinuch Leyaldei Ovdim-ba (בית חינוך לילדי עובדים, "Tel-avivi Munkások Gyermekeinek Iskolaháza"), ahol 1935-ben fejezte be tanulmányait. Az iskolában a gyerekeket mezőgazdasági ismeretekre és a cionizmus eszméire oktatták. Rabin rendszerint jó jegyeket szerzett az iskolában, de félénk volt, ezért kevesen vették észre értelmi képességeit.
1935-ben tanulmányait Rabin a Giv'at ha-Slosában, egy mezőgazdasági középiskolában folytatta, melyet édesanyja alapított. Rabin itt szerezte meg első Hágáná (magyarul: Védelem) katonai kiképzését, itt tanulta meg, miként használja a pisztolyt és álljon őrt. Csatlakozott egy szocialista-cionista ifjúsági mozgalomhoz, a Hanoar Haovedhez is.
1937-ben, beiratkozott a kétéves Kadoorie Mezőgazdasági Főiskolára. Számos mezőgazdasággal kapcsolatos tárgyból kitűnt, de gyűlölte az angol – a brit "ellenség" nyelvének – tanulását. Eredetileg arra törekedett, hogy öntözéstechnikai mérnök legyen, de hadászati ügyek iránti érdeklődése 1938-ban felerősödött, amikor az éppen zajló palesztinai arab felkelés súlyosbodni kezdett. Egy fiatal Hágáná őrmester – később az IDF tábornoka és kiemelkedő politikus –, Jigál Allón képezte ki Rabint Kadoorie-ban, másokkal együtt. Rabin 1940 augusztusában végzett a Kadoorie főiskolán. 1939-ben a britek egy időre bezárták a Kadoorie főiskolát, Rabin pedig tábori csendőrként csatlakozott Allónhoz a Ginosar kibucban az iskola újramegnyitásáig.
Iskolái befejezése után Rabin fontolgatta, hogy ösztöndíjjal öntözéstechnikai mérnöknek tanul a kaliforniai Berkeley Egyetemen, ám végül úgy döntött, hogy marad Palesztinában és harcol.

## Házassága és családja

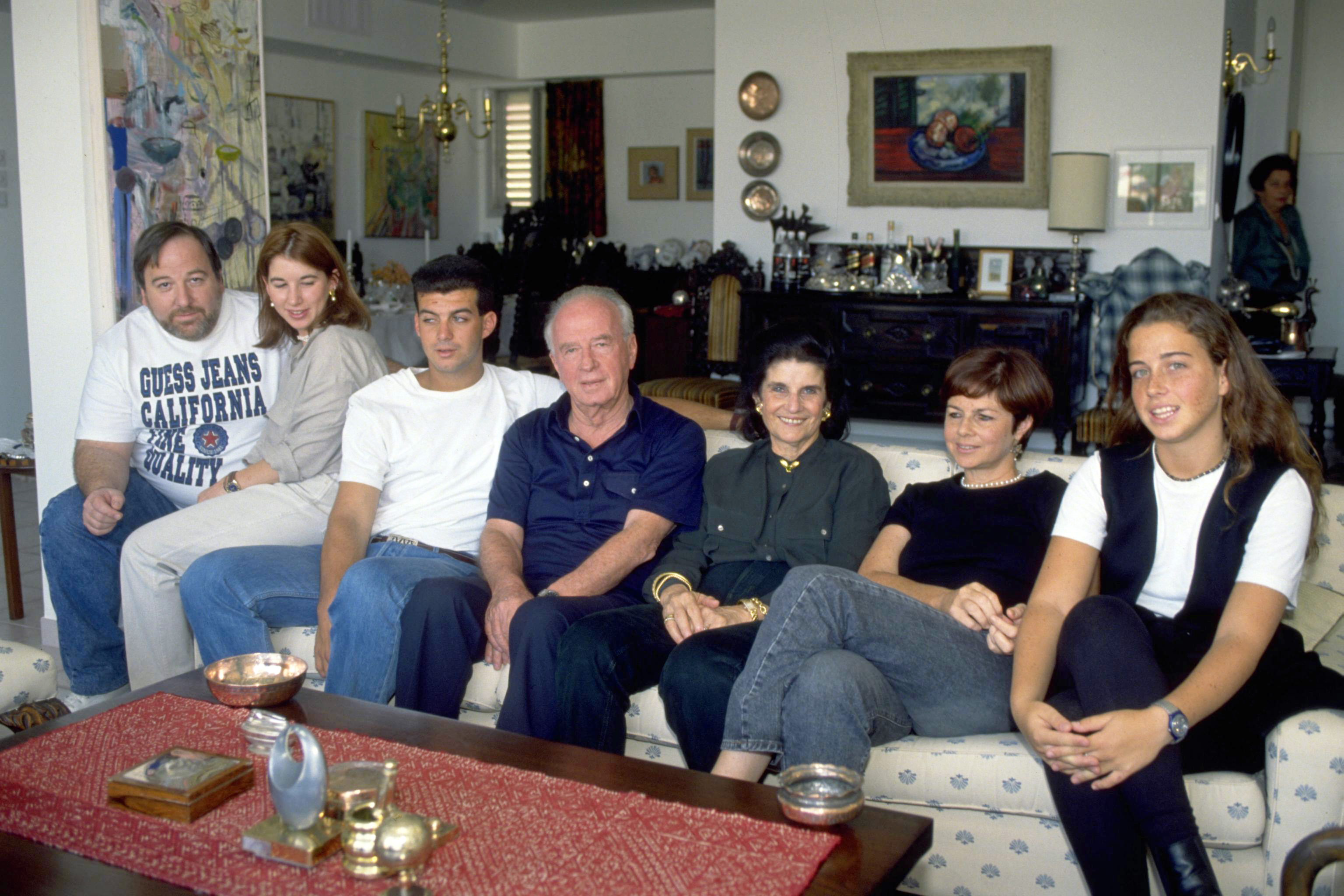
Rabin otthonában feleségével, gyermekeivel és unokáival 1992-ben

Rabin házasságot kötött Leah Schloßberggel az 1948-as arab–izraeli háború alatt. Leah Rabin ez idő tájt riporterként dolgozott a Pálmáh hírlapnál. Két gyermekük született, Dalia (1950. március 19.) és Juvál (1955. június 18.). Rabin nem volt vallásos; Dennis Ross, amerikai diplomata véleménye szerint Rabin volt a legvilágibb zsidó, akivel valaha is találkozott Izraelben.

## Katonai karrierje

### Pálmáh (röv. Plugót Máhác)
1941-ben, miközben gyakorlati kiképzést kapott a Ramat Yohanan kibucban, csatlakozott a Hágáná újonnan alakult Pálmáh (rohamosztagok) alakulatához, mely Jigál Allón befolyása alatt állt. Bár Rabin nem tudott még gépfegyvert használni, sem autót és motort vezetni, Móse Daján mégis elfogadta újoncként való felvételét. Az első hadművelet, amelyben részt vett, 1941 júniusában és júliusában, az akkoriban Vichy-Franciaország erői által tartott Libanon szövetségesek általi megszállása volt (ugyanebben a hadműveletben veszítette el egyik szemét Daján). Ezután Allón folytatta a Pálmáh ifjú haderőinek kiképzését.
Pálmáh-tagként Rabinnak és embereinek háttérben kellett maradniuk, hogy ne keltsék fel a brit közigazgatás kíváncsiságát. Idejük nagy részét gazdálkodással töltötték, csak részidőben és titokban gyakorlatoztak. Ez idő alatt nem viseltek egyenruhát és nem kaptak hivatalos elismerést. 1943-ban Rabin átvette egy szakasz vezetését Kfar Giladiban. Modern taktikára és villámtámadások levezénylésére képezte ki embereit.
A háború után a Pálmáh és a brit hatóságok közti viszony feszültté vált, különösképp a zsidó bevándorlás kérdésének kezelése tekintetében. 1945 októberében Rabint bízták meg egy hadművelet kidolgozásával és későbbi lebonyolításával, amely internált illegális zsidó bevándorlók kiszabadítására irányult az atlíti internálótáborból. A Fekete Szombat elnevezésű erőteljes brit hadművelet során, amely a zsidó berendezkedés vezetői ellen indult a palesztinai brit mandátumterületen, Rabint letartóztatták és öt hónapra őrizetbe vették. Szabadulása után ő lett a Pálmáh második hadtestének parancsnoka, és 1947 októberében a fő műveleti tiszti rangig emelkedett.

### IDF-szolgálat

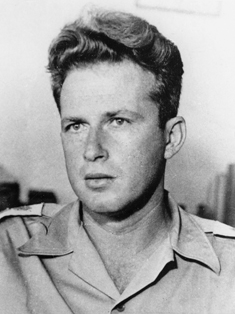
Jichák Rabin a Harel-dandár parancsnokaként, kb. 1948-ban

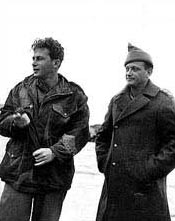
Rabin és Jigál Allón (1949)

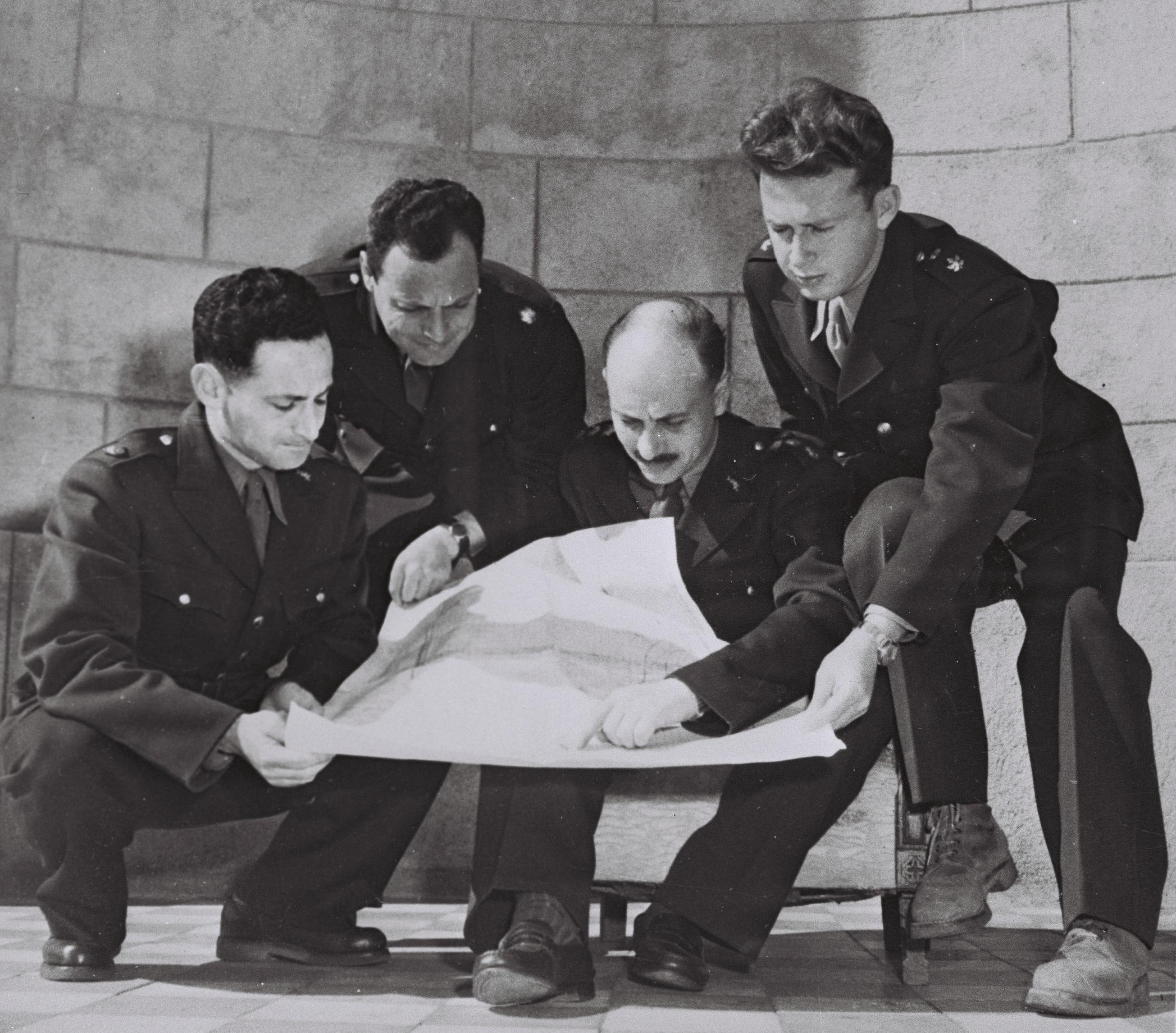
Az izraeli küldöttség az 1949-es fegyverszüneti megállapodás megbeszélésén. Balról jobbra: Jehosafát Hárkávi, Arjeh Simón, Jigáél Jádín és Jichák Rabin (1949)

Az 1948-as arab–izraeli háború alatt Rabin vezette az izraeli hadműveleteket Jeruzsálemben és harcolt az egyiptomi hadsereggel a Negev-sivatagban. A háború kezdeti időszakában Rabin a Harel Brigád parancsnoka volt, amely a tengerparti síkságról Jeruzsálembe vezető úton állt harcban, beleértve az izraeli "Burma Utat" is, valamint számos jeruzsálemi csatát vívott meg, mint amilyen a város déli oldalának biztosítása is volt a Ramat Rachel kibuc visszafoglalásával.
Az első fegyverszünet alatt ő vezette az IDF-et a Ben-Gúrión által elrendelt támadásban az Irgun Cvái Leumi (magyarul: Nemzeti Katonai Szervezet, héber rövidítése IZL kiejtve: Écel) ellen Tel Aviv partjánál az Altalena-incidens részeként.
A következő időszakban a Danny Hadművelet helyettes parancsnoka volt, az addigi legkiterjedtebb hadműveleté, amely négy IDF brigádot foglalt magába. A hadművelet részeiként elfoglalták Ramla és Lod városokat, valamint Lod fő repülőterét. A két város elfoglalását követően ment végbe az arab népesség egyik nagy "exodus-a". Rabin írta alá a kiutasítási végzést, amely a következőket foglalta magában:
"... 1. Lod lakosait mihamarabb el kell űzni tekintet nélkül a korukra. ... 2. Azonnali végrehajtás." Később Rabin volt a Déli Front műveleti vezetője és részt vett a harcokat bevégző ottani főbb összecsapásokban, a Joáv és a Hóreb hadműveletet is beleértve.
1949 elején az izraeli küldöttség tagja volt az egyiptomi féllel, Rodosz szigetén megtartott fegyverszüneti tárgyalásokon. Az egyeztetések eredményeként jött létre az 1949-es fegyverszüneti megállapodás, amellyel hivatalosan lezárultak az 1948-as Arab–Izraeli háború viszályai. A háború végét követő leszerelés időszaka alatt Rabin volt a Pálmáh legidősebb (egykori) tagja, aki az IDF kötelékében maradt.
Sok más Pálmáh vezetővel együtt Rabin is a politikailag balszárnyhoz tartozó szovjetpárti Ahdut HaAvoda párt és később a Mapam mögé sorakozott fel. Ezek a tisztek nem élvezték Dávid Ben-Gúrión miniszterelnök bizalmát, és a sorozatos összeütközések után 1953-ban többen visszavonultak a hadseregből. Azoknak a Mapam tagoknak, akik maradtak, mint például Rabin, Haim Bár-Lév és Dávid Elázár, hosszú évekig kellett kitartaniuk a törzsben vagy kiképző tisztként mielőtt tovább folytathatták karrierjüket.
1964-ben Rabint az Izrael Védelmi Hadereje (IDF) vezérkari főnökévé jelölte ki Lévi Eskól, aki Dávid Ben-Gúriónt váltotta fel és aki, mint ő, miniszterelnökként és védelmi miniszterként szolgált. Mivelhogy Eskólnak nem volt sok katonai tapasztalata, Rabin viszonylag szabad kezet kapott.
Parancsnoksága alatt az IDF győzelmet aratott Egyiptom, Szíria és Jordánia felett az 1967-es hatnapos háborúban. Az IDF ezután elfoglalta Jeruzsálem óvárosát, ahol Rabin az elsők közt tett ott látogatást, és egy híres beszédet tartott a Héber Egyetemhez tartozó Scopus hegyen. A háborúhoz vezető napokban, a jelentések szerint, Rabin idegösszeomlás kapott és cselekvésképtelenné vált. E rövid kihagyás után visszavette a teljes parancsnokságot az IDF felett.

## Nagykövet és munkaügyi miniszter
Az IDF-től való visszavonulását követően, 1968 elejétől öt évre az Egyesült Államok nagykövete lett. Ebben az időszakban az USA Izrael fő fegyverszállítójává vált és különösen Rabinnak köszönhetően sikerült az F-4 Phantom vadászbombázó repülőgépekre vonatkozó embargót feloldani. Az 1973-as jom kippuri háború alatt nem szolgált hivatalos minőségben, majd az 1973 végén megtartott választásokon a második HaMa'arakh tagjaként beválasztották a Knesszetbe. 1974 márciusában izraeli munkaügyi miniszternek választották Golda Meir rövid életű kormányába. Mialatt nagykövetként szolgált, Rabin találkozott, majd kapcsolatot alakított ki Menachem Mendel Schneersonnal.

## Miniszterelnökségének első időszaka
Golda Meir lemondását követően, 1974 áprilisában, miután legyőzte Simón Pereszt, Rabint választották pártvezetőnek. A két munkáspárti vezető közötti vetélkedés heves maradt, a következő két évtizedben számos alkalommal versengtek a vezető szerepért, és azért, hogy ki érdemli ki a több szavazatot a kormányzati teljesítményéért. Rabin 1974 június 3-án lépett Izrael miniszterelnökeként Golda Meir örökébe. Koalíciós kormány alakult, amely magában foglalta a Ratz pártot, a Független Liberálisokat, a Haladás és Fejlődés pártját, valamint a Beduinok és Falulakók Arab Listáját. Ez a megállapodás csekély parlamenti többséggel, néhány hónapig tartott ki, és egyike volt azon ritka időszakoknak Izrael történetében, amikor vallásos pártok nem képezték a koalíció részét. 1974. október 30-án csatlakozott a koalícióhoz a Nemzeti Vallásos Párt, a Ratz pedig november 6-án kilépett.
Rabin ciklusának kezdetén jelentős előrelépés volt a külpolitikában az 1975. szeptember 1-én Izrael és Egyiptom között aláírt Sínai Ideiglenes Megállapodás. Mindkét ország kijelentette, hogy a közöttük és a Közel-Keleten fennálló konfliktust nem katonai erővel, hanem békés eszközökkel kívánják megoldani. Ez a megállapodás Henry Kissinger hajó-diplomáciáját követte s az Egyesült Államok regionális politikájának és Izraellel való kapcsolatának "újraértékelésével" fenyegetett. Rabin megjegyzése szerint "ártatlanul hangzó kifejezés, amely az amerikai–izraeli kapcsolatok egyik legrosszabb időszakát harangozta be". A megállapodás az 1978-as Camp David-i Egyezmény és az Egyiptommal 1979-ben aláírt békeszerződés felé megtett fontos lépés volt.
Az Entebbe-i hadművelet volt talán Rabin első hivatali időszakának legdrámaibb eseménye. Parancsára az IDF egy nagy hatósugaró titkos rajtaütést hajtott végre, hogy kimentse a Palesztin Felszabadítási Népfront Wadie Haddad frakciójához tartozó harcosok és a német Forradalmi Sejtek (RZ) által eltérített repülőgép utasait, melyet Idi Amin Ugandájába akartak szállítani. A rajtaütést általánosan hatalmas sikernek tartották, látványos jellege pedig hosszú időn át kommentárok és tanulmányok tárgyává tette.
1976 vége felé Rabin vallásos pártokkal kiegészült koalíciós kormánya válságot élt át: Agudat Jiszróel bizalmatlansági indítványt adott be a Nemzeti Vallásos Párt tartózkodása mellett az Izraeli Légierő egyik bázisán elkövetett Sabbath-szegés miatt, amikor is az USA négy F-15-ös repülőgépet szállított le. Rabin feloszlatta kormányát és új választások mellett döntött, melyeket 1977 májusában tartottak meg.
Rabin és Jimmy Carter, az Egyesült Államok elnöke közti 1977. márciusi találkozást követően Rabin nyilvánosan bejelentette, hogy az USA támogatja a védhető határok izraeli tervét; Carter ezután pontosító nyilatkozatot tett közzé. "Kiesés" következett be az USA/izraeli kapcsolatokban. Úgy tűnik, hogy ez a kiesés hozzájárult az Izraeli Munkáspárt vereségéhez az 1977-es májusi választásokon. 1977. március 15-én Dan Margalit, a Haaretz újságírója nyilvánosságra hozta, hogy Rabin izraeli nagykövetségének hivatali idején (1968–73) egy Washington D.C.-beli bankban Jichák és Leah Rabin nevére nyitott közös dollárszámla még mindig nincs lezárva, megszegve ezzel az izraeli törvényeket. Az akkori izraeli devizaszabályozások szerint törvénytelen volt az állampolgárok számára előzetes engedély nélkül külföldi bankszámlákat fenntartani. Rabin 1977. április 8-án mondott le, S. Isaac Mekel, a Maariv újságírója azon kijelentését követően, hogy Rabinéknak egy helyett két 10.000 dollárt tartalmazó számlája volt Washingtonban, és azután, hogy a Pénzügyminisztérium szabálysértési bizottsága 150,000 izraeli fontra bírságolta őket. Rabin visszavonult a pártelnökségtől és a miniszterelnöki jelöltségtől is.

## Knesszet tag ellenzékben és védelmi miniszter
Lemondását és a Munkáspárt választási vereségét követően 1977-ben a Likud párti Menáhém Begínt választották meg. 1984-ig Rabin a Knesszet tagja volt és részt vett a Külügyi és Védelmi Bizottság munkájában. 1984-től 1990-ig többször szolgált védelmi miniszterként a Jichák Sámír és Simón Peresz miniszterelnökök vezette nemzeti egységkormányokban.
Amikor Rabin elfoglalta hivatalát, az izraeli csapatok még mindig mélyen bent voltak Libanon területén. Rabin rendelte el visszavonulásukat a határ libanoni oldalán levő "Biztonsági Zónába". A dél-libanoni hadsereg az IDF-fel együtt továbbra is aktív maradt ebben a zónában.
Amikor az első Intifáda kitört, Rabin szigorú intézkedéseket vezetett be a demonstrációk leállítása érdekében, még az "erő, erőszak és ütleg" tüntetőkön való használatára is felhatalmazást adott. Rabin, a „csonttörő” egy nemzetközileg használt szókép lett. A "Vasököl" politika kudarca, Izrael nemzetközi képének leromlása, Jordánia Ciszjordániával fennálló jogi és adminisztratív kötelékeinek megszakítása, miután a PLO-t (Palesztinai Felszabadítási Szervezet) az USA a palesztin nép képviselőjeként ismerte el, mindezek kombinációja arra kényszerítette Rabint, hogy a PLO-val való tárgyalások és párbeszéd által keresse a módját az erőszak beszüntetésének.
1990 és 1992 között, Rabin ismét a Knesszet tagjaként szolgált és részt vett a Külügyi és Védelmi Bizottság munkájában.

## Második miniszterelnöki ciklusa

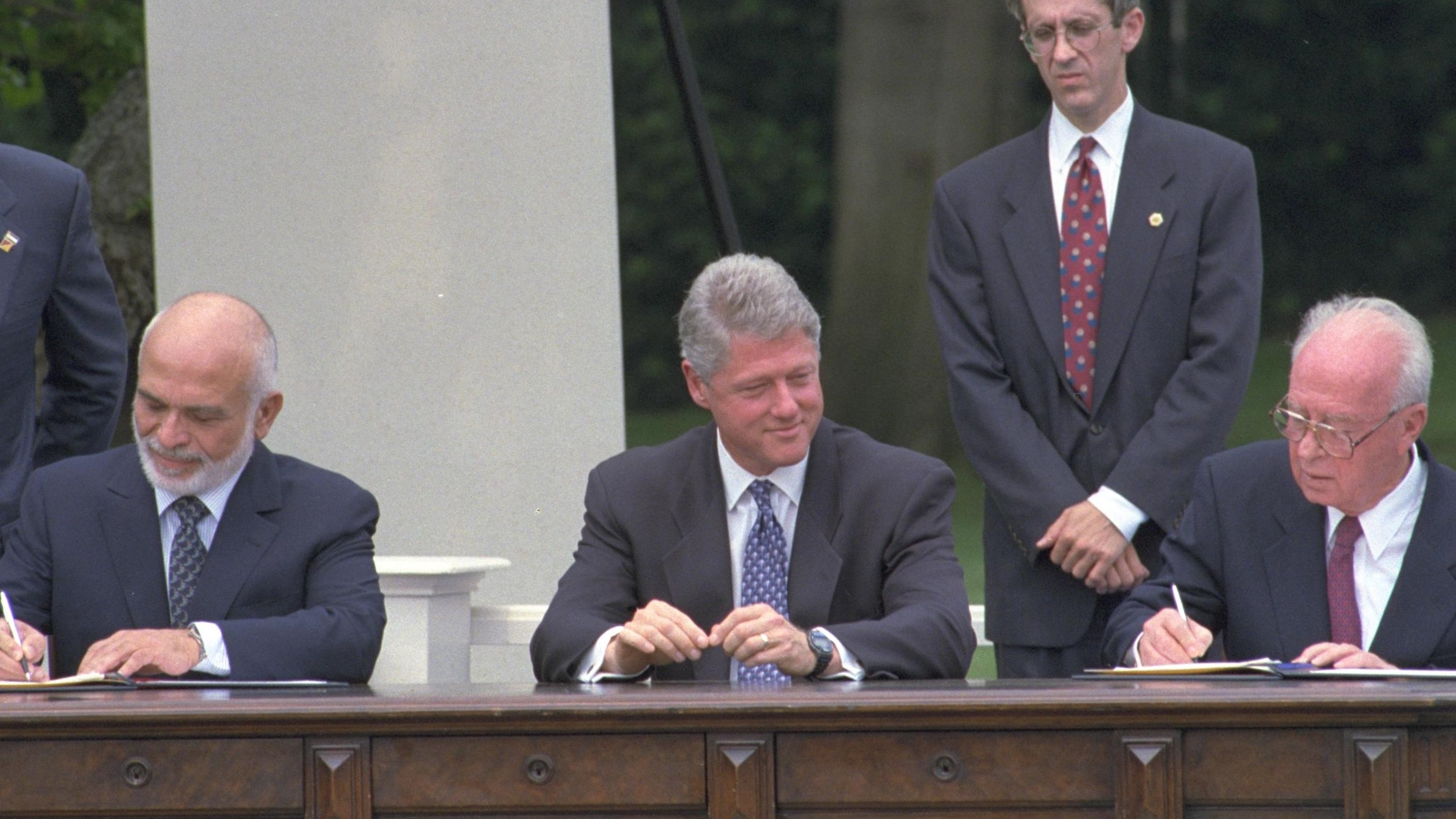
Bill Clinton Huszejn jordán királyt (balra) és Izrael miniszterelnökét, Jichák Rabint (jobbra) figyeli somolyogva, amint aláírják a izraeli–jordán békeszerződést

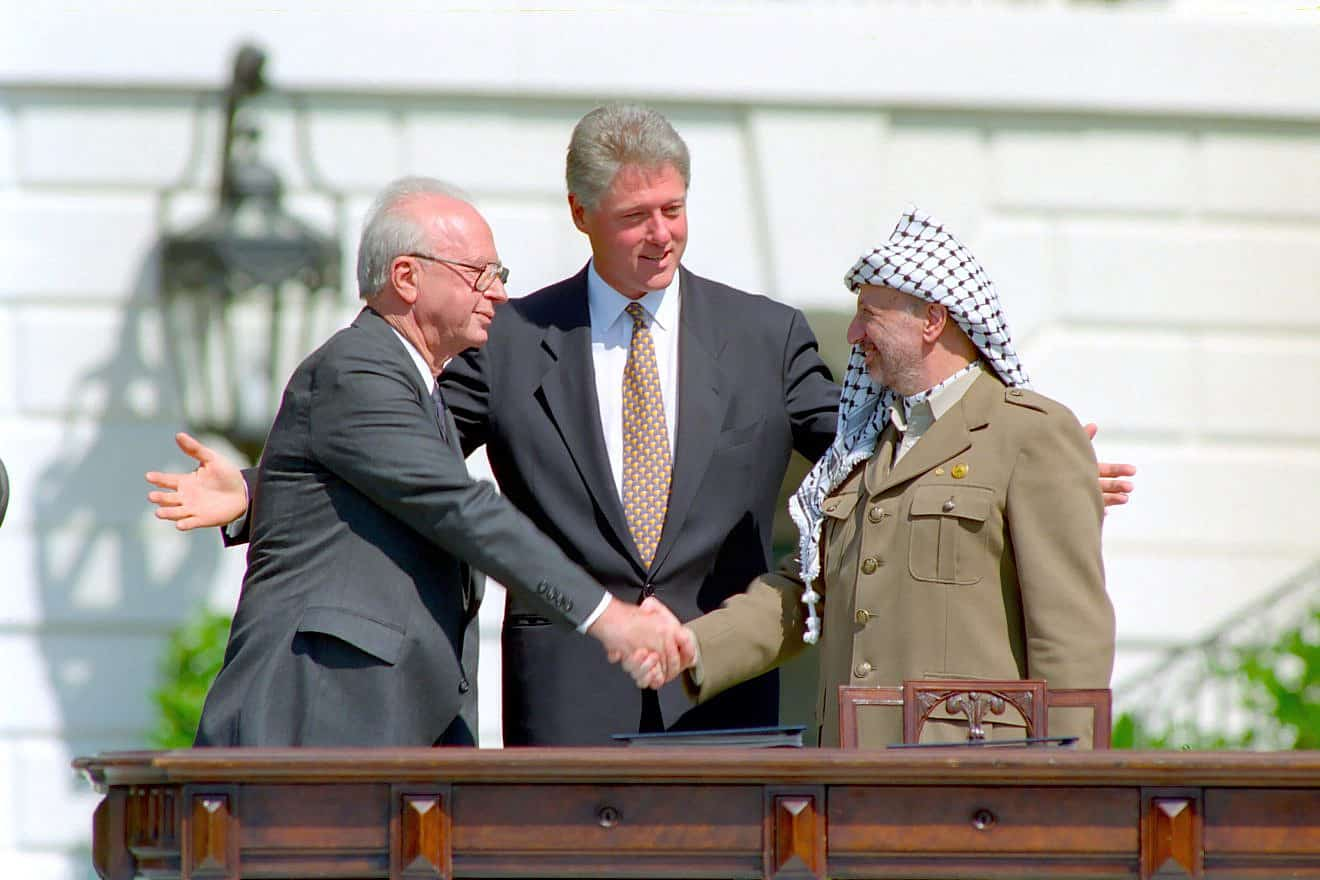
Jichák Rabin, Bill Clinton, és Jasszer Arafat 1993. szeptember 13-án az oslói egyezmény megkötésekor

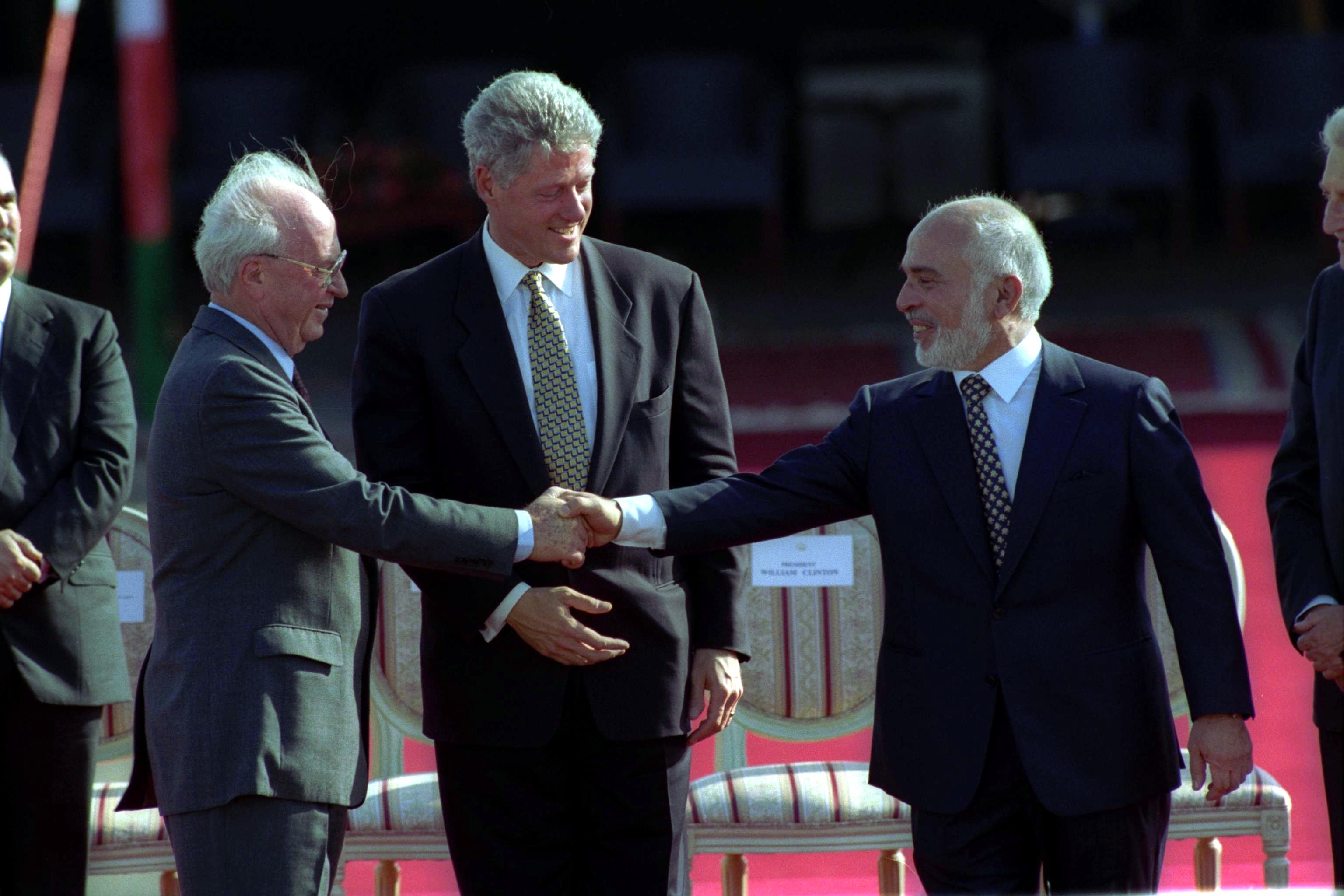
Jichák Rabin kézfogása Husszein királlyal a két ország közti 1994-es békeszerződés aláírása után

1992-ben Rabint a Munkáspárt elnökévé választották Simón Peresz ellenében. Az az évi választásokon pártjának, miközben erőteljesen vezetőjének népszerűségére összpontosított, sikerült tiszta győzelmet aratnia a Jichak Samir hivatalban lévő miniszterelnök Likudjával szemben. Mindazonáltal a baloldali blokk a Knesszetben csupán egy szűk általános többséget szerzett, amit az olyan kisebb nacionalista pártok kihullása tett lehetővé, amelyeknek nem sikerült elérniük a választási küszöböt. Tizenöt év után Rabin alakította meg az első Munkáspárt vezette kormányt, a baloldali Merec, és egy mizrahi ultraortodox vallásos párt, a Sasz koalíciójával megtámogatva.
Rabin vezető szerepet játszott az oslói egyezmény aláírásban, amely létrehozta a palesztin nemzeti hatóságot, és részleges irányítást juttatott neki a Gázai övezet és Ciszjordánia különböző részei felett. A megállapodás aláírását megelőzően Rabin egy levelet kapott Jasszer Arafattól, a PLO elnökétől, amelyben lemondott az erőszakról és hivatalosan elismerte Izraelt, illetve még ugyanezen a napon, 1993. szeptember 9-én, Rabin válaszlevelet küldött Arafatnak, amelyben biztosította a PLO hivatalos elismeréséről.
Az oslói egyezmény bejelentését követően számos tiltakozó demonstráció volt Izrael-szerte megállapodások ellen. Amint a tiltakozások alábbhagytak Rabin kitartott amellett, hogy amíg csak többsége van a Knesszetben figyelmen kívül hagyja a tiltakozásokat és a tiltakozókat. Erre vonatkozólag ezt mondta: "(a tüntetők) pöröghetnek, akár a propeller" de ő továbbra is az Oslóban lefektetett ösvényen kíván haladni. Rabin parlamenti többsége koalíción kívüli arab támogatáson nyugodott. Rabin az amerikai zsidók jogát is megtagadta, hogy béketervét ellenezzék minden ellenvéleményt "hücpének" nevezve.
A Jasszer Arafattal történt történelmi kézfogást követően Rabin így szólt az izraeli nép nevében: "Mi, akik harcoltunk ellenetek, palesztinok ellen, ma zengve és tisztán hallhatóan azt mondjuk, elég a vérből és a könnyekből... elég!" Hivatali idejének ezen szakasza alatt Rabin bábáskodott az 1994 évi izraeli–jordán békeszerződés aláírása fölött.

### Nobel-békedíj

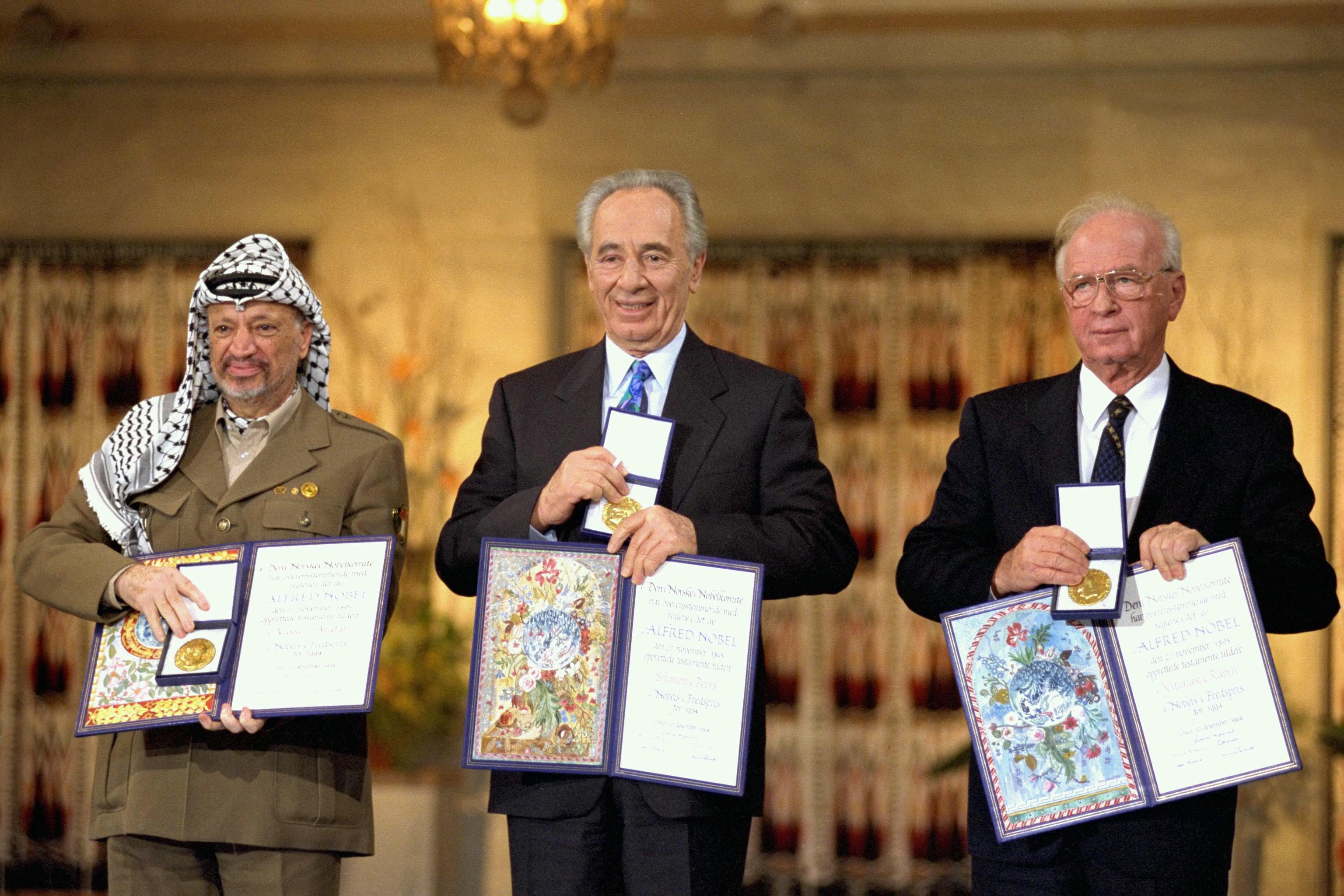
(jobbról balra) Jichák Rabin, Simón Peresz és Jasszer Arafat átveszik a Nobel-békedíjat az oslói egyezményt követően

1994-ben az oslói egyezmény létrehozásában betöltött szerepéért Rabin Jasszer Arafattal és Simón Peresszel együtt elnyerte a Nobel-békedíjat. A megállapodások erősen megosztották az izraeli társadalmat, néhányan Rabint a békét előmozdító hősnek, mások árulónak látták, aki elfecsérli a földet, amelyet jog szerint Izraelhez tartozónak tekintettek. A jobboldalon sok izraeli gyakran őt okolja az oslói egyezmény következményének betudott terrortámadásokban odaveszett zsidók haláláért.

## A merénylet és következményei

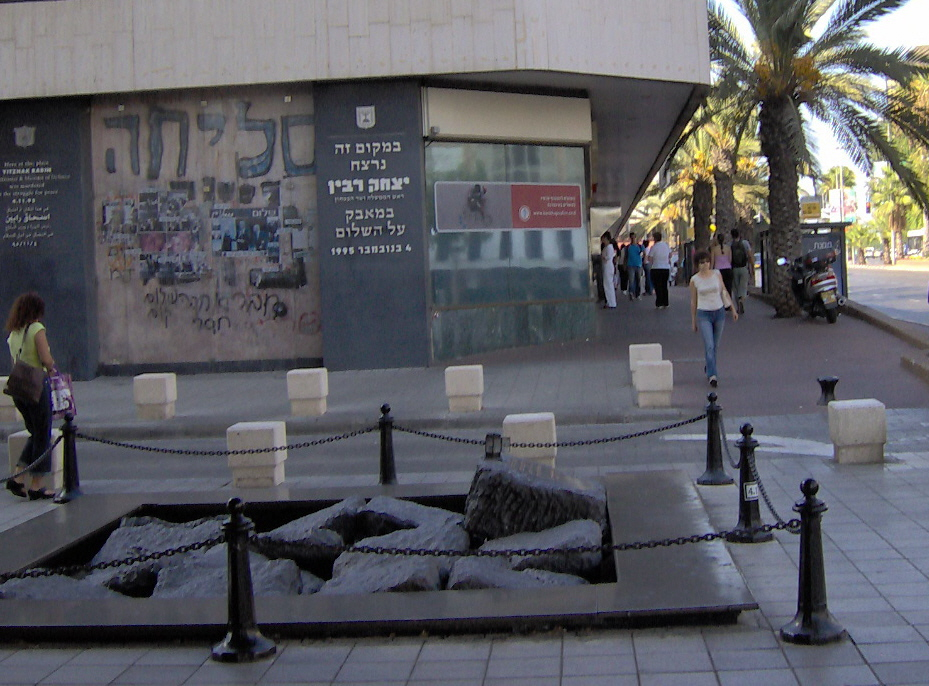
Emlékmű a gyilkosság helyszínén az Ibn Gabirol utcán, a tel avivi városháza és Gan Ha'ir között

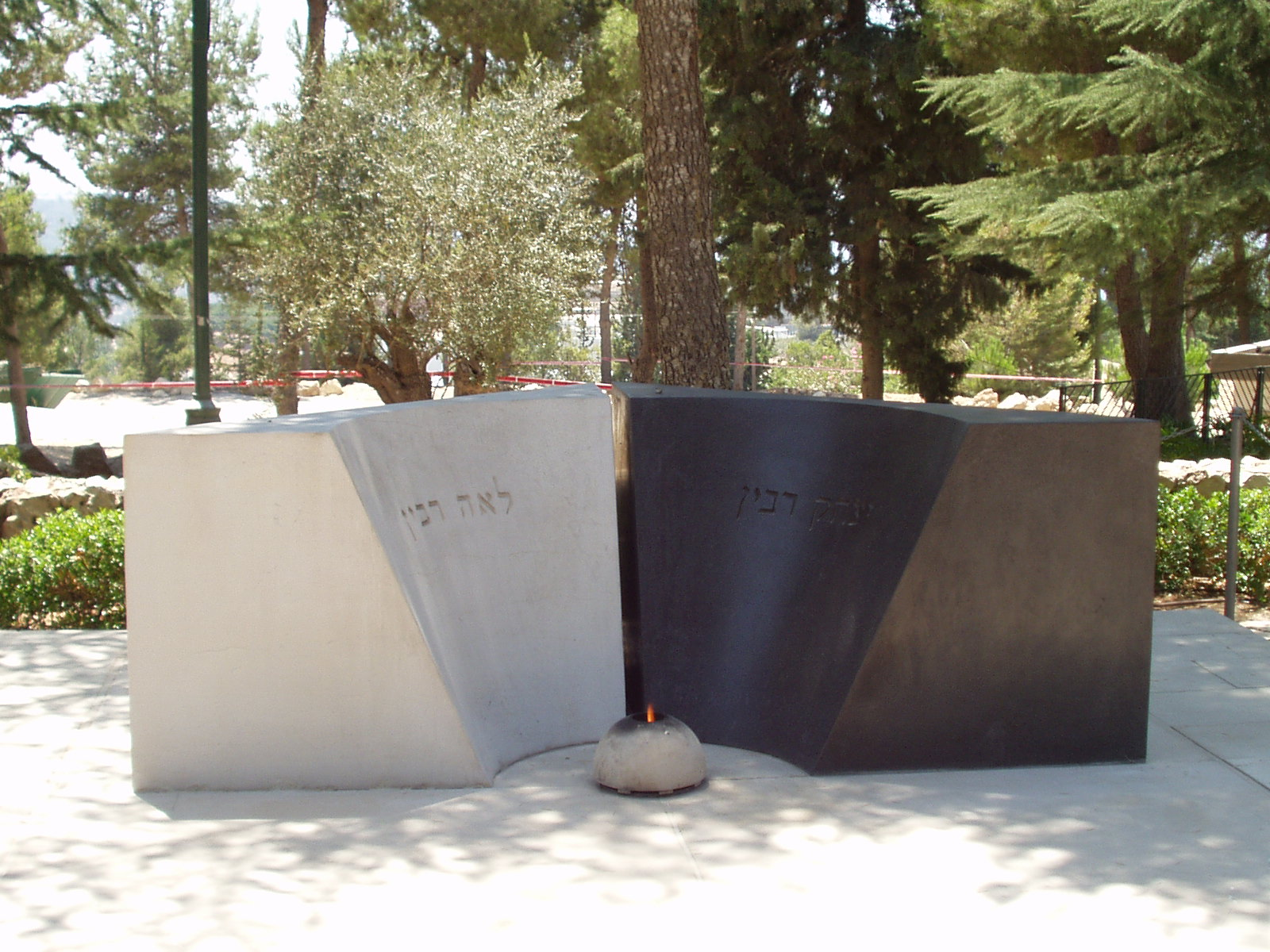
Jichák (jobbra) és Leah Rabin sírja (balra) a Herzl hegyen

1995. november 4-én este (a zsidó naptár szerint Hesván hónap 12-én), Jigál Amir, egy radikális jobboldali ortodox zsidó, aki ellenezte az oslói egyezmény aláírását, meggyilkolta Rabint. Rabin egy tömeggyűlésre látogatott el az Izráel királyai térre (most Rabin tér) Tel-Avivban, amelyet az oslói egyezményt támogatók tartottak. Amikor a gyűlés véget ért, Rabin éppen a városháza lépcsőin lefelé menve, kocsija nyitott ajtaja felé tartott, amikor Amir egy félautomata fegyverből három lövést adott le rá. Két lövés Rabint találta el, míg a harmadik könnyebben megsebesítette Joram Rubint, Rabin testőreinek egyikét. Rabint jelentős késéssel szállították a közeli Ichilov Kórházba, ahol kevesebb mint 40 perc múlva a műtőasztalon halt bele a vérveszteségbe és tüdősérülésbe. Amirt Rabin testőrei azonnal elfogták. Később perbe fogták, a tárgyalás során bűnösnek találták és életfogytiglani szabadságvesztésre ítélték. Egy rendkívüli kabinetgyűlést követően Simón Pereszt, az izraeli külügyminisztert nevezték ki ügyvezető miniszterelnökké.
Rabin meggyilkolása sokkolta az izraeli közvéleményt, és a világ többi részén is sokakat. Több százezer izraeli árasztotta el azt a teret, ahol Rabint meggyilkolták, hogy gyászoljon halála felett. Különösen nagy számban jelentek meg fiatalok, emlékgyertyákat gyújtva és békedalokat énekelve. 1995. november 6-án, egy nappal a gyilkosság után, Rabint a Herzl hegyen temették el. Temetésén a világ vezetői közül sokan vettek részt, köztük Bill Clinton, az Egyesült Államok elnöke, Paul Keating, Ausztrália miniszterelnöke, Hoszni Mubárak egyiptomi elnök és Huszejn jordán király. Clinton olyan méltató beszédet olvasott fel, melynek utolsó szavai héberül hangzottak el – „Shalom, Chovér” (héberül: שלום חבר, magyarul „Viszontlátásra barátom”).
A teret, ahol a merénylet történt, Kikar Malkhei Yisrael (Izrael királyai Tér), tiszteletére Rabin térre nevezték át. Az ezt követő időszakban Izrael-szerte számtalan egyéb utca és közintézmény kapta vagy vette fel Rabin nevét. Meggyilkolása után Rabint nemzeti jelképként ünnepelték, és az 'izraeli béketábor' ethoszának megtestesítője lett, katonai karrierje és korai életének héja jellegű (háborúpárti) nézetei dacára. 2000 novemberében felesége, Leah is elhunyt, férje mellé helyezték örök nyugalomra.
A gyilkosság után kiderült, hogy Avisai Raviv, egy az idő tájt jól ismert jobboldali szélsőséges, valójában egy Champagne fedőnevet viselő Sin Bét ügynök-besúgó volt. Ravivot később felmentették a bíróságon azon vádak alól, hogy elmulasztotta megakadályozni a merényletet. A bíróság úgy ítélte, nem volt bizonyíték arra, hogy Ravivnak tudomása lett volna a merénylő, Jigál Amir tervéről, hogy megöli Rabint.
Rabin meggyilkolása után lánya, Dalia Rabin-Pelossof politikai pályára lépett, és 1999-ben a Centrum Párt tagjaként a Knesszetbe választották. 2001-ben Izrael helyettes védelmi minisztereként szolgált.

## Emlékezete

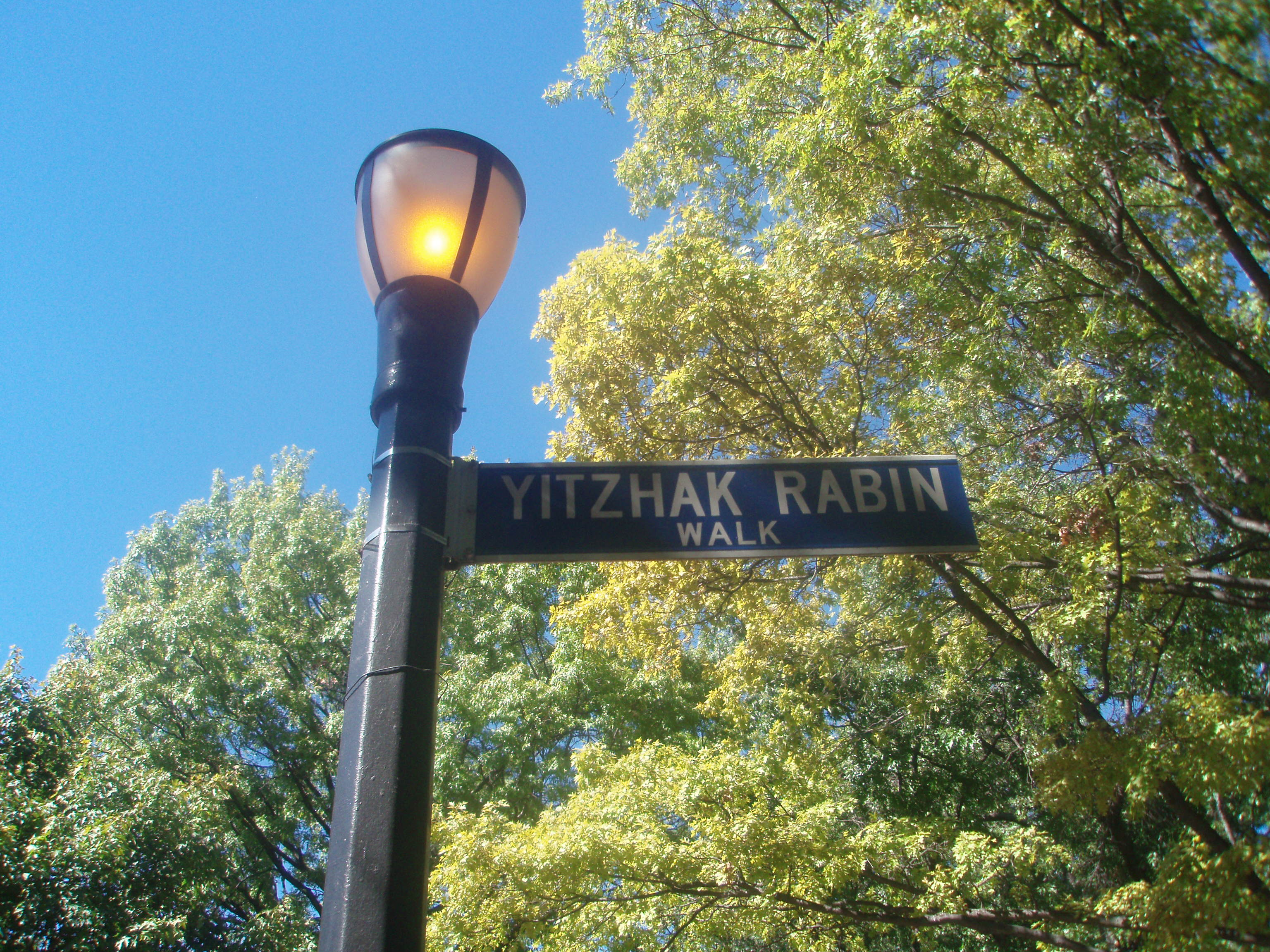
Jichák Rabin sétány New York City Queens kerületében

A Knesszet Hesván hó 12-ét, a merénylet zsidó naptár szerinti dátumát Rabin hivatalos emléknapjává tette meg. Nemhivatalos, de széles körben megünnepelt emléknap a Gergely-naptár szerinti november 4-e is.

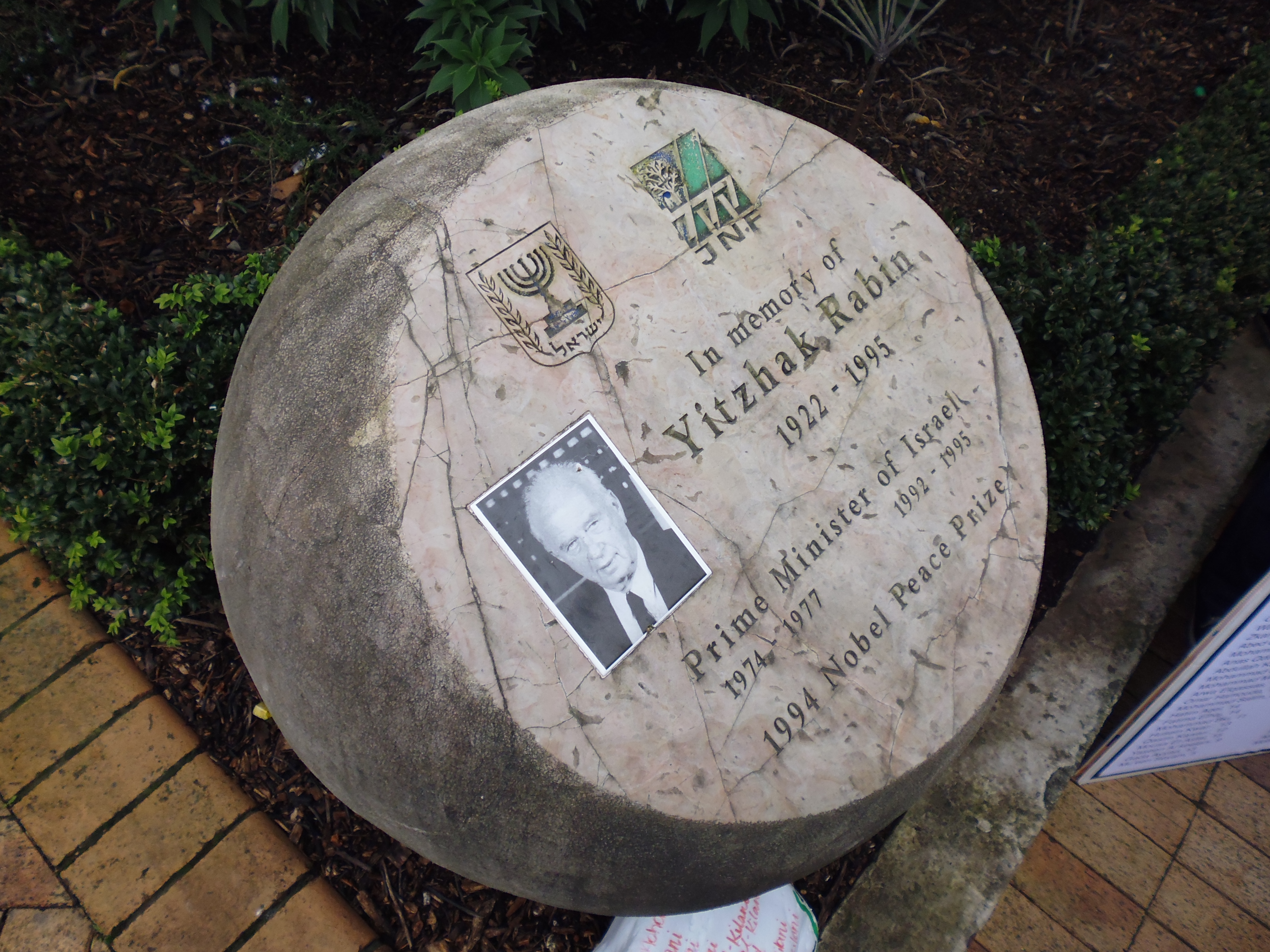
Emlékkő Rabin tiszteletére Wellingtonban (Új-Zéland)

1995-ben az Izraeli Postai Hatóság Rabin-emlékbélyeget adott ki.
1996-ban az izraeli dalszerző, Naomi Shemer Rabin meggyilkolásának évfordulójára lefordította Walt Whitman Ó kapitány, kapitányom! című versét héberre, és zenét írt hozzá. A dalt azóta rendszeresen előadják vagy eljátsszák a Jichák Rabin emléknapi szertartásokon.
A Jichák Rabin Központot 1997-ben egy Knesszet által hozott törvényi határozattal alapították, amelynek szándéka egy emlékközpont létrehozása volt Jichák Rabin emlékezetének átörökítéséért. Széles körű kegyeleti és nevelési tevékenységet visz véghez, a demokrácia és béke módszereire és eszközeire hívva fel a figyelmet.
1998-ban hozták létre a Mechinat Rabint, egy izraeli hadsereg-előkészítői programot, amely a hadseregbeli (IDF) szolgálatot megelőző katonatiszti főiskolai vezetőképző.
Izrael szerte számos város és helység nevezett el utcákat, köztereket, iskolákat, hidakat és parkokat Rabinról. Két kormányhivatali épületkomplexum és két zsinagóga is viseli Jichák Rabin nevét. Izraelen kívül is vannak róla elnevezett utcák és terek: Bonnban, Berlinben, Chicagóban, Madridban, Miamiban, New Yorkban és Odesszában, parkok Montréalban, Párizsban, Rómában és Limában. Az ottawai zsidó közösségi főiskola is viseli nevét.
A Cambridge-i Egyetemen működő Israel Society (Izrael Társaság) évi akadémiai előadást tart Jichák Rabin tiszteletére.

## Könyvek magyarul
- Mérő Miklós–Ónody György: Rabin; Útmutató, Bp., 1995 (Változó világ)
- Lea Rabin: Férjem, életünk; ford. Nemes László; Interpress, Bp., 1998
- Dan Kurzman: A béke katonája. Jichák Rabin élete, 1922–1995; ford. Szécsi Éva; Aquila, Debrecen, 1999